# Cordaitales
Cordaitales è un ordine di piante gimnosperme ormai estinto.
I suoi membri potevano anche arrivare ai 40 metri d'altezza, avevano un tronco diritto con foglie lunghe fino a un metro, e nervature parallele e inserite solo sulle terminazioni dei rami.
Si conoscono resti e impronte di cordaitales dal devoniano alla fine del permiano; soprattutto erano diffuse nelle foreste permocarbonifere, ed hanno contribuito alla sedimentazione di giacimenti di carbon fossile.